# Liste des albums musicaux numéro un au Billboard 200 en 1996
Cette page présente les albums musicaux numéro 1 chaque semaine en 1996 au Billboard 200, le classement officiel des ventes d'albums aux États-Unis établi par le magazine Billboard. Les cinq meilleures ventes annuelles sont également listées.

## Classement hebdomadaire
| Date         | Artiste(s)               | Titre                                                                                       | Référence |
| ------------ | ------------------------ | ------------------------------------------------------------------------------------------- | --------- |
| 6 janvier    | Mariah Carey             | Daydream                                                                                    |           |
| 13 janvier   | Mariah Carey             | Daydream                                                                                    |           |
| 20 janvier   | Divers artistes          | Waiting to Exhale: Original Soundtrack Album (Bande originale du film Où sont les hommes ?) |           |
| 27 janvier   | Divers artistes          | Waiting to Exhale: Original Soundtrack Album (Bande originale du film Où sont les hommes ?) |           |
| 3 février    | Divers artistes          | Waiting to Exhale: Original Soundtrack Album (Bande originale du film Où sont les hommes ?) |           |
| 10 février   | Divers artistes          | Waiting to Exhale: Original Soundtrack Album (Bande originale du film Où sont les hommes ?) |           |
| 17 février   | Divers artistes          | Waiting to Exhale: Original Soundtrack Album (Bande originale du film Où sont les hommes ?) |           |
| 24 février   | Alanis Morissette        | Jagged Little Pill                                                                          |           |
| 2 mars       | 2Pac                     | All Eyez on Me                                                                              |           |
| 9 mars       | 2Pac                     | All Eyez on Me                                                                              |           |
| 16 mars      | Alanis Morissette        | Jagged Little Pill                                                                          |           |
| 23 mars      | Alanis Morissette        | Jagged Little Pill                                                                          |           |
| 30 mars      | Alanis Morissette        | Jagged Little Pill                                                                          |           |
| 6 avril      | The Beatles              | Anthology 2                                                                                 |           |
| 13 avril     | Alanis Morissette        | Jagged Little Pill                                                                          |           |
| 20 avril     | Alanis Morissette        | Jagged Little Pill                                                                          |           |
| 27 avril     | Alanis Morissette        | Jagged Little Pill                                                                          |           |
| 4 mai        | Rage Against the Machine | Evil Empire                                                                                 |           |
| 11 mai       | Hootie and the Blowfish  | Fairweather Johnson                                                                         |           |
| 18 mai       | Hootie and the Blowfish  | Fairweather Johnson                                                                         |           |
| 25 mai       | Fugees                   | The Score                                                                                   |           |
| 1er juin     | Fugees                   | The Score                                                                                   |           |
| 8 juin       | Fugees                   | The Score                                                                                   |           |
| 15 juin      | Fugees                   | The Score                                                                                   |           |
| 22 juin      | Metallica                | Load                                                                                        |           |
| 29 juin      | Metallica                | Load                                                                                        |           |
| 6 juillet    | Metallica                | Load                                                                                        |           |
| 13 juillet   | Metallica                | Load                                                                                        |           |
| 20 juillet   | Nas                      | It Was Written                                                                              |           |
| 27 juillet   | Nas                      | It Was Written                                                                              |           |
| 3 août       | Nas                      | It Was Written                                                                              |           |
| 10 août      | Nas                      | It Was Written                                                                              |           |
| 17 août      | A Tribe Called Quest     | Beats, Rhymes and Life                                                                      |           |
| 24 août      | Alanis Morissette        | Jagged Little Pill                                                                          |           |
| 31 août      | Alanis Morissette        | Jagged Little Pill                                                                          |           |
| 7 septembre  | Alanis Morissette        | Jagged Little Pill                                                                          |           |
| 14 septembre | Pearl Jam                | No Code                                                                                     |           |
| 21 septembre | Pearl Jam                | No Code                                                                                     |           |
| 28 septembre | New Edition              | Home Again                                                                                  |           |
| 5 octobre    | Céline Dion              | Falling into You                                                                            |           |
| 12 octobre   | Céline Dion              | Falling into You                                                                            |           |
| 19 octobre   | Nirvana                  | From the Muddy Banks of the Wishkah                                                         |           |
| 26 octobre   | Céline Dion              | Falling into You                                                                            |           |
| 2 novembre   | Counting Crows           | Recovering the Satellites                                                                   |           |
| 9 novembre   | Van Halen                | Best Of - Volume I                                                                          |           |
| 16 novembre  | The Beatles              | Anthology 3                                                                                 |           |
| 23 novembre  | Makaveli                 | The Don Killuminati: The 7 Day Theory                                                       |           |
| 30 novembre  | Snoop Doggy Dogg         | Tha Doggfather                                                                              |           |
| 7 décembre   | Bush                     | Razorblade Suitcase (en)                                                                    |           |
| 14 décembre  | Bush                     | Razorblade Suitcase (en)                                                                    |           |
| 21 décembre  | No Doubt                 | Tragic Kingdom                                                                              |           |
| 28 décembre  | No Doubt                 | Tragic Kingdom                                                                              |           |

## Classement annuel
Les 5 meilleures ventes de l'année aux États-Unis selon Billboard :
1. Alanis Morissette - Jagged Little Pill
2. Mariah Carey - Daydream
3. Céline Dion - Falling into You
4. Divers artistes - Waiting to Exhale
5. Fugees - The Score